# Coupe d'Europe FIBA 2016-2017
Navigation
2015-2016 2017-2018
La Coupe d'Europe FIBA 2016-2017 est la 2e édition de la Coupe d'Europe FIBA, quatrième compétition européenne de clubs dans la hiérarchie du basket-ball européen.

## Équipes participantes
Quarante-six équipes participent à l'édition 2016-2017 de la Coupe d'Europe FIBA. Les trente-huit premières (qualifiées directement ou reversées du second tour de qualification de la Ligue des Champions) sont réparties dans huit groupes de quatre équipes et deux de trois équipes. Les deux premières équipes de chaque groupe et les quatre meilleures troisièmes participent au tour suivant. Les playoffs réunissent les vingt-quatre meilleures équipes de ce second tour auxquelles s'ajoutent celles éliminées de la saison régulière de la Ligue des Champions.
| Saison régulière                                                | Saison régulière                                      | Saison régulière                                           | Saison régulière                                            |
| --------------------------------------------------------------- | ----------------------------------------------------- | ---------------------------------------------------------- | ----------------------------------------------------------- |
| Chalon-sur-Saône (4e)                                           | Limbourg United (3e)                                  | Alba Fehérvár (2e)                                         | Royal Halı Gaziantep (8e)                                   |
| Gravelines-Dunkerque (6e)                                       | Brussels Basketball (4e)                              | BC Körmend (4e)                                            | BC Prienai (5e)                                             |
| Pau-Lacq-Orthez (7e)                                            | Port of Antwerp Giants (6e)                           | Sopron KC (6e)                                             | KK Šiauliai (6e)                                            |
| Nanterre 92 (8e)                                                | Belfius Mons-Hainaut (7e)                             | Büyükçekmece (10e)                                         | Bnei Hasharon (7e)                                          |
| BC Mureș (2e)                                                   | Sigal Prishtina (1er)                                 | BK Ienisseï Krasnoïarsk (10e)                              | APOEL Nicosie (2e)                                          |
| CSM Steaua Bucarest (3e)                                        | KB Peja (2e)                                          | Oberwart Gunners (1er)                                     | BK Pardubice (3e)                                           |
| Cluj-Napoca (Reversé de Ligue des Champions (T2))               | Telekom Baskets Bonn (11e)                            | Kalev Tallinn (4e)                                         | Tsmoki Minsk (Reversé de Ligue des Champions (T2))          |
| Benfica (Reversé de Ligue des Champions (T2))                   | Donar Groningen (Reversé de Ligue des Champions (T1)) | Tartu Rock (Reversé de Ligue des Champions (T2))           | Södertälje Kings (Reversé de Ligue des Champions (T2))      |
| Porto (Reversé de Ligue des Champions (T2))                     | Academic Sofia (Reversé de Ligue des Champions (T2))  | Prievidza (Reversé de Ligue des Champions (T1))            | KK Igokea (Reversé de Ligue des Champions (T2))             |
| AEK Larnaca (Reversé de Ligue des Champions (T1))               | Rilski Sportist (Reversé de Ligue des Champions (T1)) |                                                            |                                                             |
| Phase éliminatoire                                              |                                                       |                                                            |                                                             |
| BC Telenet Oostende (Reversé de Ligue des Champions (SR))       | Cibona Zagreb (Reversé de Ligue des Champions (SR))   | Stelmet Zielona Góra (Reversé de Ligue des Champions (SR)) | Muratbey Uşak Sportif (Reversé de Ligue des Champions (SR)) |
| Proximus Spirou Charleroi (Reversé de Ligue des Champions (SR)) | CSM CSU Oradea (Reversé de Ligue des Champions (SR))  | Joensuun Kataja (Reversé de Ligue des Champions (SR))      | Ironi Nahariya (Reversé de Ligue des Champions (SR))        |

|  | Vainqueur                                 |
|  | Finaliste                                 |
|  | Éliminés en demi-finales                  |
|  | Éliminés en quarts de finale              |
|  | Éliminés en huitièmes de finale           |
|  | Éliminés au deuxième tour                 |
|  | Éliminés à l’issue de la saison régulière |

## Phase régulière
La saison régulière se déroule du 19 octobre au 23 novembre 2016.
Le club bosniaque du KK Igokea, reversé en C4 après son élimination au deuxième tour préliminaire de la Ligue des Champions et initialement versé dans le groupe I, déclare forfait pour la compétition, sans être remplacé dans ce groupe.

### Groupe A
| Rang | Équipe              | Pts | J | G | P | Pp  | Pc  | Diff |  | Résultats (dom.\ext.) |        |        |       |       |
| ---- | ------------------- | --- | - | - | - | --- | --- | ---- |  | --------------------- | ------ | ------ | ----- | ----- |
| 1    | ES Chalon-sur-Saône | 10  | 6 | 4 | 2 | 520 | 492 | 28   |  | ES Chalon-sur-Saône   |        | 106-77 | 78-74 | 90-76 |
| 2    | Alba Fehérvár       | 10  | 6 | 4 | 2 | 518 | 493 | 25   |  | Alba Fehérvár         | 111-91 |        | 86-79 | 90-71 |
| 3    | SL Benfica Lisbonne | 9   | 6 | 3 | 3 | 455 | 477 | -22  |  | Brussels Basketball   | 77-86  | 69-80  |       | 74-79 |
| 4    | Brussels Basketball | 7   | 6 | 1 | 5 | 453 | 484 | -31  |  | SL Benfica Lisbonne   | 77-69  | 77-74  | 75-80 |       |

### Groupe B
| Rang | Équipe                   | Pts | J | G | P | Pp  | Pc  | Diff |  | Résultats (dom.\ext.)    |       |        |       |       |
| ---- | ------------------------ | --- | - | - | - | --- | --- | ---- |  | ------------------------ | ----- | ------ | ----- | ----- |
| 1    | BCM Gravelines Dunkerque | 10  | 6 | 4 | 2 | 480 | 477 | 3    |  | BCM Gravelines Dunkerque |       | 77-84  | 95-76 | 71-67 |
| 2    | Donar Groningen          | 10  | 6 | 4 | 2 | 490 | 456 | 34   |  | Limbourg United          | 95-98 |        | 75-92 | 90-97 |
| 3    | BC Körmend               | 9   | 6 | 3 | 3 | 499 | 473 | 26   |  | BC Körmend               | 85-60 | 100-85 |       | 72-79 |
| 4    | Limbourg United          | 7   | 6 | 1 | 5 | 499 | 562 | -63  |  | Donar Groningen          | 70-79 | 98-70  | 79-74 |       |

- Qualification pour le second tour
- Éliminé

### Groupe C
| Rang | Équipe               | Pts | J | G | P | Pp  | Pc  | Diff |  | Résultats (dom.\ext.) |       |       |       |
| ---- | -------------------- | --- | - | - | - | --- | --- | ---- |  | --------------------- | ----- | ----- | ----- |
| 1    | Telekom Baskets Bonn | 7   | 4 | 3 | 1 | 333 | 313 | 20   |  | Telekom Baskets Bonn  |       | 77-75 | 85-76 |
| 2    | Södertälje Kings     | 6   | 4 | 2 | 2 | 323 | 336 | -13  |  | Belfius Mons-Hainaut  | 72-82 |       | 94-77 |
| 3    | Belfius Mons-Hainaut | 5   | 4 | 1 | 3 | 309 | 316 | -7   |  | Södertälje Kings      | 90-89 | 80-68 |       |

- Qualification pour le second tour
- Éliminé

### Groupe D
| Rang | Équipe                 | Pts | J | G | P | Pp  | Pc  | Diff |  | Résultats (dom.\ext.)  |       |       |        |       |
| ---- | ---------------------- | --- | - | - | - | --- | --- | ---- |  | ---------------------- | ----- | ----- | ------ | ----- |
| 1    | Nanterre 92            | 12  | 6 | 6 | 0 | 513 | 448 | 65   |  | Nanterre 92            |       | 90-79 | 106-75 | 81-73 |
| 2    | Port of Antwerp Giants | 10  | 6 | 4 | 2 | 473 | 447 | 26   |  | Port of Antwerp Giants | 69-78 |       | 88-67  | 79-72 |
| 3    | Sopron KC              | 8   | 6 | 2 | 4 | 443 | 492 | -49  |  | Sopron KC              | 77-79 | 61-71 |        | 75-72 |
| 4    | FC Porto               | 6   | 6 | 0 | 6 | 447 | 489 | -42  |  | FC Porto               | 75-79 | 79-87 | 76-88  |       |

- Qualification pour le second tour
- Éliminé

### Groupe E
| Rang | Équipe             | Pts | J | G | P | Pp  | Pc  | Diff |  | Résultats (dom.\ext.) |       |       |       |
| ---- | ------------------ | --- | - | - | - | --- | --- | ---- |  | --------------------- | ----- | ----- | ----- |
| 1    | EB Pau-Lacq-Orthez | 8   | 4 | 4 | 0 | 339 | 264 | 75   |  | EB Pau-Lacq-Orthez    |       | 92-74 | 77-56 |
| 2    | Redwell Gunners    | 6   | 4 | 2 | 2 | 297 | 326 | -29  |  | Redwell Gunners       | 66-81 |       | 79-76 |
| 3    | Tartu Rock         | 4   | 4 | 0 | 4 | 277 | 323 | -46  |  | Tartu Rock            | 68-89 | 77-78 |       |

- Qualification pour le second tour
- Éliminé

### Groupe F
| Rang | Équipe              | Pts | J | G | P | Pp  | Pc  | Diff |  | Résultats (dom.\ext.) |        |       |       |       |
| ---- | ------------------- | --- | - | - | - | --- | --- | ---- |  | --------------------- | ------ | ----- | ----- | ----- |
| 1    | Lukoil Academic     | 10  | 6 | 4 | 2 | 509 | 465 | 44   |  | CSM Steaua Bucarest   |        | 83-92 | 76-80 | 82-71 |
| 2    | Bnei Herzliya       | 10  | 6 | 4 | 2 | 513 | 479 | 34   |  | Bnei Herzliya         | 90-85  |       | 84-79 | 91-67 |
| 3    | BK Prievidza        | 9   | 6 | 3 | 3 | 459 | 492 | -33  |  | Lukoil Academic       | 105-76 | 78-73 |       | 90-75 |
| 4    | CSM Steaua Bucarest | 7   | 6 | 1 | 5 | 471 | 516 | -45  |  | BK Prievidza          | 78-69  | 90-85 | 81-77 |       |

- Qualification pour le second tour
- Éliminé

### Groupe G
| Rang | Équipe                | Pts | J | G | P | Pp  | Pc  | Diff |  | Résultats (dom.\ext.) |       |       |       |       |
| ---- | --------------------- | --- | - | - | - | --- | --- | ---- |  | --------------------- | ----- | ----- | ----- | ----- |
| 1    | Royal Halı Gaziantep  | 11  | 6 | 5 | 1 | 474 | 425 | 49   |  | Royal Halı Gaziantep  |       | 74-56 | 72-73 | 80-72 |
| 2    | U-BT Cluj-Napoca      | 11  | 6 | 5 | 1 | 465 | 432 | 33   |  | KB Peja               | 66-76 |       | 76-99 | 87-82 |
| 3    | Petrolina AEK Larnaca | 7   | 6 | 1 | 5 | 450 | 460 | -10  |  | U-BT Cluj-Napoca      | 72-79 | 85-76 |       | 65-63 |
| 4    | KB Peja               | 7   | 6 | 1 | 5 | 425 | 497 | -72  |  | Petrolina AEK Larnaca | 86-93 | 81-64 | 66-71 |       |

- Qualification pour le second tour
- Éliminé

### Groupe H
| Rang | Équipe                    | Pts | J | G | P | Pp  | Pc  | Diff |  | Résultats (dom.\ext.)     |       |         |       |         |
| ---- | ------------------------- | --- | - | - | - | --- | --- | ---- |  | ------------------------- | ----- | ------- | ----- | ------- |
| 1    | Demir Insaat Büyükçekmece | 10  | 6 | 4 | 2 | 521 | 445 | 76   |  | BK Ienisseï Krasnoïarsk   |       | 102-101 | 90-81 | 104-84  |
| 2    | BK Ienisseï Krasnoïarsk   | 10  | 6 | 4 | 2 | 538 | 527 | 11   |  | Sigal Prishtina           | 87-80 |         | 71-81 | 100-104 |
| 3    | BC Rilski Sportist        | 9   | 6 | 3 | 3 | 518 | 553 | -35  |  | Demir Insaat Büyükçekmece | 93-77 | 100-58  |       | 92-70   |
| 4    | Sigal Prishtina           | 7   | 6 | 1 | 5 | 515 | 567 | -52  |  | BC Rilski Sportist        | 81-85 | 100-98  | 79-74 |         |

- Qualification pour le second tour
- Éliminé

### Groupe I
| Rang | Équipe              | Pts | J | G | P | Pp  | Pc  | Diff |  | Résultats (dom.\ext.) |         |        |       |
| ---- | ------------------- | --- | - | - | - | --- | --- | ---- |  | --------------------- | ------- | ------ | ----- |
| 1    | BC Prienai-Birstono | 7   | 4 | 3 | 1 | 400 | 286 | 114  |  | BC Prienai-Birstono   |         | 104-61 | 99-61 |
| 2    | BC Mureș            | 7   | 4 | 3 | 1 | 329 | 334 | -5   |  | TLÜ Kalev Tallinn     | 55-96   |        | 76-89 |
| 3    | TLÜ Kalev Tallinn   | 4   | 4 | 0 | 4 | 250 | 359 | -109 |  | BC Mureș              | 109-101 | 70-58  |       |

- Qualification pour le second tour
- Éliminé

### Groupe J
| Rang | Équipe          | Pts | J | G | P | Pp  | Pc  | Diff |  | Résultats (dom.\ext.) |       |        |       |       |
| ---- | --------------- | --- | - | - | - | --- | --- | ---- |  | --------------------- | ----- | ------ | ----- | ----- |
| 1    | BC Tsmoki-Minsk | 11  | 6 | 5 | 1 | 486 | 443 | 43   |  | KK Šiauliai           |       | 90-108 | 75-84 | 77-90 |
| 2    | BK Pardubice    | 10  | 6 | 4 | 2 | 524 | 507 | 17   |  | BK Pardubice          | 89-85 |        | 80-75 | 75-80 |
| 3    | APOEL Nicosie   | 9   | 6 | 3 | 3 | 472 | 462 | 10   |  | APOEL Nicosie         | 76-65 | 99-90  |       | 70-71 |
| 4    | KK Šiauliai     | 6   | 6 | 0 | 6 | 463 | 533 | -70  |  | BC Tsmoki-Minsk       | 86-71 | 78-82  | 81-68 |       |

- Qualification pour le second tour
- Éliminé

### Meilleurs troisièmes

#### Conférence 1
| Rang | Équipe               | Pts | J | G | P | Pp  | Pc  | Diff |
| ---- | -------------------- | --- | - | - | - | --- | --- | ---- |
| 1    | Benfica              | 6   | 4 | 2 | 2 | 301 | 323 | -22  |
| 2    | BC Körmend           | 5   | 4 | 1 | 3 | 307 | 313 | -6   |
| 3    | Belfius Mons-Hainaut | 5   | 4 | 1 | 3 | 309 | 316 | -7   |
| 4    | Tartu Rock           | 4   | 4 | 0 | 4 | 277 | 323 | -46  |
| 5    | Sopron KC            | 4   | 4 | 0 | 4 | 280 | 344 | -64  |

#### Conférence 2
| Rang | Équipe             | Pts | J | G | P | Pp  | Pc  | Diff |
| ---- | ------------------ | --- | - | - | - | --- | --- | ---- |
| 1    | BK Prievidza       | 6   | 4 | 2 | 2 | 310 | 341 | -31  |
| 2    | APOEL Nicosie      | 5   | 4 | 1 | 3 | 312 | 322 | -10  |
| 3    | BC Rilski Sportist | 5   | 4 | 1 | 3 | 314 | 355 | -41  |
| 4    | AEK Larnaca        | 4   | 4 | 0 | 4 | 287 | 309 | -22  |
| 5    | TLÜ Kalev Tallinn  | 4   | 4 | 0 | 4 | 250 | 359 | -109 |

## Second tour
Chaque groupe de ce second tour est composé de quatre clubs, les premiers de chaque groupe et les deux meilleurs deuxièmes de l'ensemble des groupes sont qualifiés pour les huitièmes de finale.
Le Last 32 se déroule du 14 décembre 2016 au 25 janvier 2017
La première équipe de chaque groupe et les deux meilleurs deuxièmes se qualifient pour les huitièmes de finale.

### Groupe K
| Rang | Équipe               | Pts | J | G | P | Pp  | Pc  | Diff |  | Résultats (dom.\ext.) |       |        |       |        |
| ---- | -------------------- | --- | - | - | - | --- | --- | ---- |  | --------------------- | ----- | ------ | ----- | ------ |
| 1    | ES Chalon-sur-Saône  | 11  | 6 | 5 | 1 | 531 | 414 | 117  |  | ES Chalon-sur-Saône   |       | 102-83 | 74-45 | 101-65 |
| 2    | Royal Halı Gaziantep | 11  | 6 | 5 | 1 | 530 | 454 | 76   |  | Royal Halı Gaziantep  | 92-80 |        | 72-66 | 100-79 |
| 3    | Södertälje Kings     | 7   | 6 | 1 | 5 | 390 | 477 | -87  |  | Södertälje Kings      | 63-86 | 51-93  |       | 88-68  |
| 4    | BC Mureș             | 7   | 6 | 1 | 5 | 438 | 544 | -106 |  | BC Mureș              | 66-88 | 76-90  | 84-77 |        |

- Qualification pour la phase éliminatoire
- Éliminé

### Groupe L
| Rang | Équipe                    | Pts | J | G | P | Pp  | Pc  | Diff |  | Résultats (dom.\ext.)     |       |        |       |        |
| ---- | ------------------------- | --- | - | - | - | --- | --- | ---- |  | ------------------------- | ----- | ------ | ----- | ------ |
| 1    | Demir İnşaat Büyükçekmece | 11  | 6 | 5 | 1 | 534 | 467 | 67   |  | BCM Gravelines-Dunkerque  |       | 85-90  | 87-74 | 95-98  |
| 2    | Port of Antwerp Giants    | 10  | 6 | 4 | 2 | 513 | 481 | 32   |  | Demir İnşaat Büyükçekmece | 87-77 |        | 81-67 | 111-77 |
| 3    | BCM Gravelines-Dunkerque  | 8   | 6 | 2 | 4 | 497 | 502 | -5   |  | Port of Antwerp Giants    | 85-74 | 86-64  |       | 111-94 |
| 4    | BK Prievidza              | 7   | 6 | 1 | 5 | 493 | 587 | -94  |  | BK Prievidza              | 68-79 | 75-101 | 81-90 |        |

- Qualification pour la phase éliminatoire
- Éliminé

### Groupe M
| Rang | Équipe               | Pts | J | G | P | Pp  | Pc  | Diff |  | Résultats (dom.\ext.) |       |       |       |       |
| ---- | -------------------- | --- | - | - | - | --- | --- | ---- |  | --------------------- | ----- | ----- | ----- | ----- |
| 1    | Telekom Baskets Bonn | 11  | 6 | 5 | 1 | 517 | 406 | 111  |  | Telekom Baskets Bonn  |       | 89-70 | 96-69 | 96-58 |
| 2    | BC Prienai-Birstono  | 10  | 6 | 4 | 2 | 450 | 443 | 7    |  | BC Prienai-Birstono   | 61-75 |       | 91-72 | 68-57 |
| 3    | Redwell Gunners      | 8   | 6 | 2 | 4 | 444 | 504 | -60  |  | Redwell Gunners       | 64-83 | 81-85 |       | 79-74 |
| 4    | APOEL Nicosie        | 7   | 6 | 1 | 5 | 417 | 475 | -58  |  | APOEL Nicosie         | 84-78 | 69-75 | 75-79 |       |

- Qualification pour la phase éliminatoire
- Éliminé

### Groupe N
| Rang | Équipe          | Pts | J | G | P | Pp  | Pc  | Diff |  | Résultats (dom.\ext.) |       |       |        |       |
| ---- | --------------- | --- | - | - | - | --- | --- | ---- |  | --------------------- | ----- | ----- | ------ | ----- |
| 1    | BC Körmend      | 10  | 6 | 4 | 2 | 520 | 484 | 36   |  | Nanterre 92           |       | 94-85 | 109-71 | 87-77 |
| 2    | Nanterre 92     | 10  | 6 | 4 | 2 | 519 | 467 | 52   |  | BC Tsmoki-Minsk       | 88-82 |       | 89-76  | 91-84 |
| 3    | BC Tsmoki-Minsk | 9   | 6 | 3 | 3 | 504 | 514 | -10  |  | Bnei Herzliya         | 55-73 | 88-77 |        | 70-87 |
| 4    | Bnei Herzliya   | 7   | 6 | 1 | 5 | 448 | 526 | -78  |  | BC Körmend            | 91-74 | 90-74 | 91-88  |       |

- Qualification pour la phase éliminatoire
- Éliminé

### Groupe O
| Rang | Équipe             | Pts | J | G | P | Pp  | Pc  | Diff |  | Résultats (dom.\ext.) |       |       |        |        |
| ---- | ------------------ | --- | - | - | - | --- | --- | ---- |  | --------------------- | ----- | ----- | ------ | ------ |
| 1    | EB Pau-Lacq-Orthez | 10  | 6 | 4 | 2 | 520 | 461 | 59   |  | EB Pau-Lacq-Orthez    |       | 89-63 | 103-83 | 101-66 |
| 2    | Alba Fehérvár      | 10  | 6 | 4 | 2 | 500 | 501 | -1   |  | Alba Fehérvár         | 78-81 |       | 92-83  | 84-78  |
| 3    | U-BT Cluj-Napoca   | 8   | 6 | 2 | 4 | 475 | 491 | -16  |  | U-BT Cluj-Napoca      | 79-69 | 81-86 |        | 84-76  |
| 4    | BK Pardubice       | 8   | 6 | 2 | 4 | 466 | 508 | -42  |  | BK Pardubice          | 92-77 | 89-97 | 74-65  |        |

- Qualification pour la phase éliminatoire
- Éliminé

### Groupe P
| Rang | Équipe                  | Pts | J | G | P | Pp  | Pc  | Diff |  | Résultats (dom.\ext.)   |       |       |       |       |
| ---- | ----------------------- | --- | - | - | - | --- | --- | ---- |  | ----------------------- | ----- | ----- | ----- | ----- |
| 1    | BK Ienisseï Krasnoïarsk | 11  | 6 | 5 | 1 | 528 | 447 | 81   |  | Lukoil Academic         |       | 88-62 | 92-97 | 84-72 |
| 2    | Donar Groningen         | 10  | 6 | 4 | 2 | 489 | 488 | 1    |  | Donar Groningen         | 95-89 |       | 76-84 | 81-78 |
| 3    | Lukoil Academic         | 9   | 6 | 3 | 3 | 500 | 485 | 15   |  | BK Ienisseï Krasnoïarsk | 92-71 | 67-81 |       | 99-69 |
| 4    | SL Benfica Lisbonne     | 6   | 6 | 0 | 6 | 426 | 523 | -97  |  | SL Benfica Lisbonne     | 67-76 | 82-94 | 58-89 |       |

- Qualification pour la phase éliminatoire
- Éliminé

### Meilleurs deuxièmes
| Rang | Équipe                      | Pts | J | G | P | Pp  | Pc  | Diff |
| ---- | --------------------------- | --- | - | - | - | --- | --- | ---- |
| 1    | Royal Halı Gaziantep (K2)   | 11  | 6 | 5 | 1 | 530 | 454 | 76   |
| 2    | Nanterre 92 (N2)            | 10  | 6 | 4 | 2 | 519 | 467 | 52   |
| 3    | Port of Antwerp Giants (L2) | 10  | 6 | 4 | 2 | 513 | 481 | 32   |
| 4    | BC Prienai-Birstono (M2)    | 10  | 6 | 4 | 2 | 450 | 443 | 7    |
| 5    | Donar Groningen (P2)        | 10  | 6 | 4 | 2 | 489 | 488 | 1    |
| 6    | Alba Fehérvár (O2)          | 10  | 6 | 4 | 2 | 500 | 501 | -1   |

- Qualification pour la phase éliminatoire
- Éliminé

## Phase éliminatoire
Les 8 équipes qualifiées du second tour de Coupe d'Europe FIBA et les 8 reversées de la saison régulière de la Ligue des Champions se qualifient pour la phase éliminatoire. Le tirage au sort intégral, pour lequel il n'y a aucune tête de série protégée, est effectué le jeudi 26 janvier 2017 à Munich.

### Tableau récapitulatif
|  |                           |                     |                         |                     |                     |                     |         |                  |                      |                      |                      |                      |                      |                      |             |             |             |             |             |             |         |        |        |        |
|  | Huitièmes de finale       | Huitièmes de finale | Huitièmes de finale     | Huitièmes de finale | Huitièmes de finale |                     |         | Quarts de finale | Quarts de finale     | Quarts de finale     | Quarts de finale     | Quarts de finale     |                      |                      | Finale      | Finale      | Finale      | Finale      | Finale      | Finale      | Finale  | Finale | Finale | Finale |
|  |                           |                     |                         |                     |                     |                     |         |                  |                      |                      |                      |                      |                      |                      |             |             |             |             |             |             |         |        |        |        |
|  |                           |                     |                         |                     |                     |                     |         |                  | Demi-finales         |                      |                      |                      |                      |                      |             |             |             |             |             |             |         |        |        |        |
|  |                           |                     |                         |                     |                     |                     |         |                  |                      |                      |                      |                      |                      |                      |             |             |             |             |             |             |         |        |        |        |
|  |                           |                     |                         |                     |                     |                     |         |                  |                      |                      |                      |                      |                      |                      |             |             |             |             |             |             |         |        |        |        |
|  | Royal Halı Gaziantep      | EC (K2)             | 75                      | *80                 | 155                 |                     |         |                  |                      |                      |                      |                      |                      |                      |             |             |             |             |             |             |         |        |        |        |
|  | Royal Halı Gaziantep      | EC (K2)             | 75                      | *80                 | 155                 |                     |         |                  |                      |                      |                      |                      |                      |                      |             |             |             |             |             |             |         |        |        |        |
|  | Ironi Nahariya            | LC (A6)             | *96                     | 65                  | 161                 |                     |         |                  |                      |                      |                      |                      |                      |                      |             |             |             |             |             |             |         |        |        |        |
|  | Ironi Nahariya            | LC (A6)             | *96                     | 65                  | 161                 | Ironi Nahariya      | LC (A6) | 68               | *90                  | 158                  |                      |                      |                      |                      |             |             |             |             |             |             |         |        |        |        |
|  |                           |                     |                         |                     |                     | Ironi Nahariya      | LC (A6) | 68               | *90                  | 158                  |                      |                      |                      |                      |             |             |             |             |             |             |         |        |        |        |
|  |                           |                     | Telekom Baskets Bonn    | EC (M1)             | *89                 | 80                  | 169     |                  |                      |                      |                      |                      |                      |                      |             |             |             |             |             |             |         |        |        |        |
|  | Joensuun Kataja           | LC (B7)             | Telekom Baskets Bonn    | EC (M1)             | *89                 | 80                  | 169     | 72               | *84                  | 156                  |                      |                      |                      |                      |             |             |             |             |             |             |         |        |        |        |
|  | Joensuun Kataja           | LC (B7)             |                         |                     |                     |                     |         |                  |                      | 156                  |                      |                      |                      |                      |             |             |             |             |             |             |         |        |        |        |
|  | Telekom Baskets Bonn      | EC (M1)             | *91                     | 88                  | 179                 |                     |         |                  |                      |                      |                      |                      |                      |                      |             |             |             |             |             |             |         |        |        |        |
|  | Telekom Baskets Bonn      | EC (M1)             | *91                     | 88                  | 179                 |                     |         |                  | Telekom Baskets Bonn | Telekom Baskets Bonn | Telekom Baskets Bonn | Telekom Baskets Bonn | Telekom Baskets Bonn | Telekom Baskets Bonn | EC (M1)     | 77          | *81         | 158         |             |             |         |        |        |        |
|  |                           |                     |                         |                     |                     |                     |         |                  | Telekom Baskets Bonn | Telekom Baskets Bonn | Telekom Baskets Bonn | Telekom Baskets Bonn | Telekom Baskets Bonn | Telekom Baskets Bonn | EC (M1)     | 77          | *81         | 158         |             |             |         |        |        |        |
|  | Nanterre 92               | Nanterre 92         | Nanterre 92             | Nanterre 92         | Nanterre 92         | Nanterre 92         | EC (N2) | *76              | 86                   | 162                  |                      |                      |                      |                      |             |             |             |             |             |             |         |        |        |        |
|  | Nanterre 92               | Nanterre 92         | Nanterre 92             | Nanterre 92         | Nanterre 92         | Nanterre 92         | EC (N2) | *76              | 86                   | 162                  | Nanterre 92          | EC (N2)              | 84                   | *86                  | 170         |             |             |             |             |             |         |        |        |        |
|  |                           |                     |                         |                     |                     |                     |         |                  |                      |                      | Nanterre 92          | EC (N2)              | 84                   | *86                  | 170         |             |             |             |             |             |         |        |        |        |
|  | Proximus Spirou Charleroi | LC (E6)             | *85                     | 78                  | 163                 |                     |         |                  |                      |                      |                      |                      |                      |                      |             |             |             |             |             |             |         |        |        |        |
|  | Proximus Spirou Charleroi | LC (E6)             | *85                     | 78                  | 163                 | Nanterre 92         | EC (N2) | 82               | *110                 | 192                  |                      |                      |                      |                      |             |             |             |             |             |             |         |        |        |        |
|  |                           |                     |                         |                     |                     | Nanterre 92         | EC (N2) | 82               | *110                 | 192                  |                      |                      |                      |                      |             |             |             |             |             |             |         |        |        |        |
|  |                           |                     | Muratbey Uşak Sportif   | LC (C6)             | *85                 | 82                  | 167     |                  |                      |                      |                      |                      |                      |                      |             |             |             |             |             |             |         |        |        |        |
|  | Muratbey Uşak Sportif     | LC (C6)             | Muratbey Uşak Sportif   | LC (C6)             | *85                 | 82                  | 167     | 72               | *108                 | 180                  |                      |                      |                      |                      |             |             |             |             |             |             |         |        |        |        |
|  | Muratbey Uşak Sportif     | LC (C6)             |                         |                     |                     |                     |         |                  |                      |                      |                      |                      |                      |                      |             |             |             |             |             |             |         |        |        |        |
|  | CSM CSU Oradea            | LC (B6)             | *82                     | 82                  | 164                 |                     |         |                  |                      |                      |                      |                      |                      |                      |             |             |             |             |             |             |         |        |        |        |
|  | CSM CSU Oradea            | LC (B6)             | *82                     | 82                  | 164                 |                     |         |                  |                      |                      |                      |                      |                      |                      | Nanterre 92 | Nanterre 92 | Nanterre 92 | Nanterre 92 | Nanterre 92 | Nanterre 92 | EC (N2) | 58     | *82    | 140    |
|  |                           |                     |                         |                     |                     |                     |         |                  |                      |                      |                      |                      |                      |                      | Nanterre 92 | Nanterre 92 | Nanterre 92 | Nanterre 92 | Nanterre 92 | Nanterre 92 | EC (N2) | 58     | *82    | 140    |
|  | ES Chalon-sur-Saône       | ES Chalon-sur-Saône | ES Chalon-sur-Saône     | ES Chalon-sur-Saône | ES Chalon-sur-Saône | ES Chalon-sur-Saône | EC (K1) | *58              | 79                   | 137                  |                      |                      |                      |                      |             |             |             |             |             |             |         |        |        |        |
|  | ES Chalon-sur-Saône       | ES Chalon-sur-Saône | ES Chalon-sur-Saône     | ES Chalon-sur-Saône | ES Chalon-sur-Saône | ES Chalon-sur-Saône | EC (K1) | *58              | 79                   | 137                  | ES Chalon-sur-Saône  | EC (K1)              | 99                   | *82                  | 181         |             |             |             |             |             |         |        |        |        |
|  |                           |                     |                         |                     |                     |                     |         |                  |                      |                      |                      | EC (K1)              | 99                   | *82                  | 181         |             |             |             |             |             |         |        |        |        |
|  | BC Körmend                | EC (N1)             | *78                     | 82                  | 160                 |                     |         |                  |                      |                      |                      |                      |                      |                      |             |             |             |             |             |             |         |        |        |        |
|  | BC Körmend                | EC (N1)             | *78                     | 82                  | 160                 | ES Chalon-sur-Saône | EC (K1) | 85               | *83                  | 168                  |                      |                      |                      |                      |             |             |             |             |             |             |         |        |        |        |
|  |                           |                     |                         |                     |                     | ES Chalon-sur-Saône | EC (K1) | 85               | *83                  | 168                  |                      |                      |                      |                      |             |             |             |             |             |             |         |        |        |        |
|  |                           |                     | Cibona Zagreb           | LC (D6)             | *87                 | 78                  | 165     |                  |                      |                      |                      |                      |                      |                      |             |             |             |             |             |             |         |        |        |        |
|  | Cibona Zagreb             | LC (D6)             | Cibona Zagreb           | LC (D6)             | *87                 | 78                  | 165     | 81               | *102                 | 183                  |                      |                      |                      |                      |             |             |             |             |             |             |         |        |        |        |
|  | Cibona Zagreb             | LC (D6)             |                         |                     |                     |                     |         |                  |                      | 183                  |                      |                      |                      |                      |             |             |             |             |             |             |         |        |        |        |
|  | Stelmet Zielona Góra      | LC (E7)             | *69                     | 83                  | 152                 |                     |         |                  |                      |                      |                      |                      |                      |                      |             |             |             |             |             |             |         |        |        |        |
|  | Stelmet Zielona Góra      | LC (E7)             | *69                     | 83                  | 152                 |                     |         |                  | ES Chalon-sur-Saône  | ES Chalon-sur-Saône  | ES Chalon-sur-Saône  | ES Chalon-sur-Saône  | ES Chalon-sur-Saône  | ES Chalon-sur-Saône  | EC (K1)     | 80          | *83         | 163         |             |             |         |        |        |        |
|  |                           |                     |                         |                     |                     |                     |         |                  | ES Chalon-sur-Saône  | ES Chalon-sur-Saône  | ES Chalon-sur-Saône  | ES Chalon-sur-Saône  | ES Chalon-sur-Saône  | ES Chalon-sur-Saône  | EC (K1)     | 80          | *83         | 163         |             |             |         |        |        |        |
|  | BC Telenet Oostende       | BC Telenet Oostende | BC Telenet Oostende     | BC Telenet Oostende | BC Telenet Oostende | BC Telenet Oostende | LC (D5) | *85              | 65                   | 150                  |                      |                      |                      |                      |             |             |             |             |             |             |         |        |        |        |
|  | BC Telenet Oostende       | BC Telenet Oostende | BC Telenet Oostende     | BC Telenet Oostende | BC Telenet Oostende | BC Telenet Oostende | LC (D5) | *85              | 65                   | 150                  | EB Pau-Lacq-Orthez   | EC (O1)              | 86                   | *72                  | 158         |             |             |             |             |             |         |        |        |        |
|  |                           |                     |                         |                     |                     |                     |         |                  |                      |                      | EB Pau-Lacq-Orthez   | EC (O1)              | 86                   | *72                  | 158         |             |             |             |             |             |         |        |        |        |
|  | BC Telenet Oostende       | LC (D5)             | *95                     | 70                  | 165                 |                     |         |                  |                      |                      |                      |                      |                      |                      |             |             |             |             |             |             |         |        |        |        |
|  | BC Telenet Oostende       | LC (D5)             | *95                     | 70                  | 165                 | BC Telenet Oostende | LC (D5) | 72               | *95                  | 167                  |                      |                      |                      |                      |             |             |             |             |             |             |         |        |        |        |
|  |                           |                     |                         |                     |                     | BC Telenet Oostende | LC (D5) | 72               | *95                  | 167                  |                      |                      |                      |                      |             |             |             |             |             |             |         |        |        |        |
|  |                           |                     | BK Ienisseï Krasnoïarsk | EC (P1)             | *84                 | 79                  | 163     |                  |                      |                      |                      |                      |                      |                      |             |             |             |             |             |             |         |        |        |        |
|  | Demir İnşaat Büyükçekmece | EC (L1)             | BK Ienisseï Krasnoïarsk | EC (P1)             | *84                 | 79                  | 163     | 81               | *104                 | 185                  |                      |                      |                      |                      |             |             |             |             |             |             |         |        |        |        |
|  | Demir İnşaat Büyükçekmece | EC (L1)             |                         |                     |                     |                     |         | 81               | *104                 | 185                  |                      |                      |                      |                      |             |             |             |             |             |             |         |        |        |        |
|  | BK Ienisseï Krasnoïarsk   | EC (P1)             | *91                     | 96                  | 187                 |                     |         |                  |                      |                      |                      |                      |                      |                      |             |             |             |             |             |             |         |        |        |        |
|  | BK Ienisseï Krasnoïarsk   | EC (P1)             | *91                     | 96                  | 187                 |                     |         |                  |                      |                      |                      |                      |                      |                      |             |             |             |             |             |             |         |        |        |        |

Légende :

* : indique l'équipe évoluant à domicile.

EC (L1) : Équipe issue de la FIBA Europe Cub, 1re du groupe L du Top 32.

LC (A5) : Équipe reversée de la Ligue des Champions, 5e du groupe A en saison régulière.

## Finale

### Match aller
| 18 avril 2017 20h30 |                                                       | Chalon-sur-Saône         | 58–58                                                        | Nanterre 92 |  | Le Colisée, Chalon-sur-Saône | SFR Sport |
| 18 avril 2017 20h30 | Score par quart-temps : 15-15, 13-26, 14-9, 16-8      |                          |                                                              |             |  | Le Colisée, Chalon-sur-Saône | SFR Sport |
| 18 avril 2017 20h30 | Score par mi-temps : 28-41, 30-17                     |                          |                                                              |             |  | Le Colisée, Chalon-sur-Saône | SFR Sport |
| 18 avril 2017 20h30 | Cameron Clark, 16 Moustapha Fall, 11 John Roberson, 8 | Points Rebonds Passes d. | Spencer Butterfield, 15 Mykal Riley, 7 Heiko Schaffartzik, 7 |             |  | Le Colisée, Chalon-sur-Saône | SFR Sport |

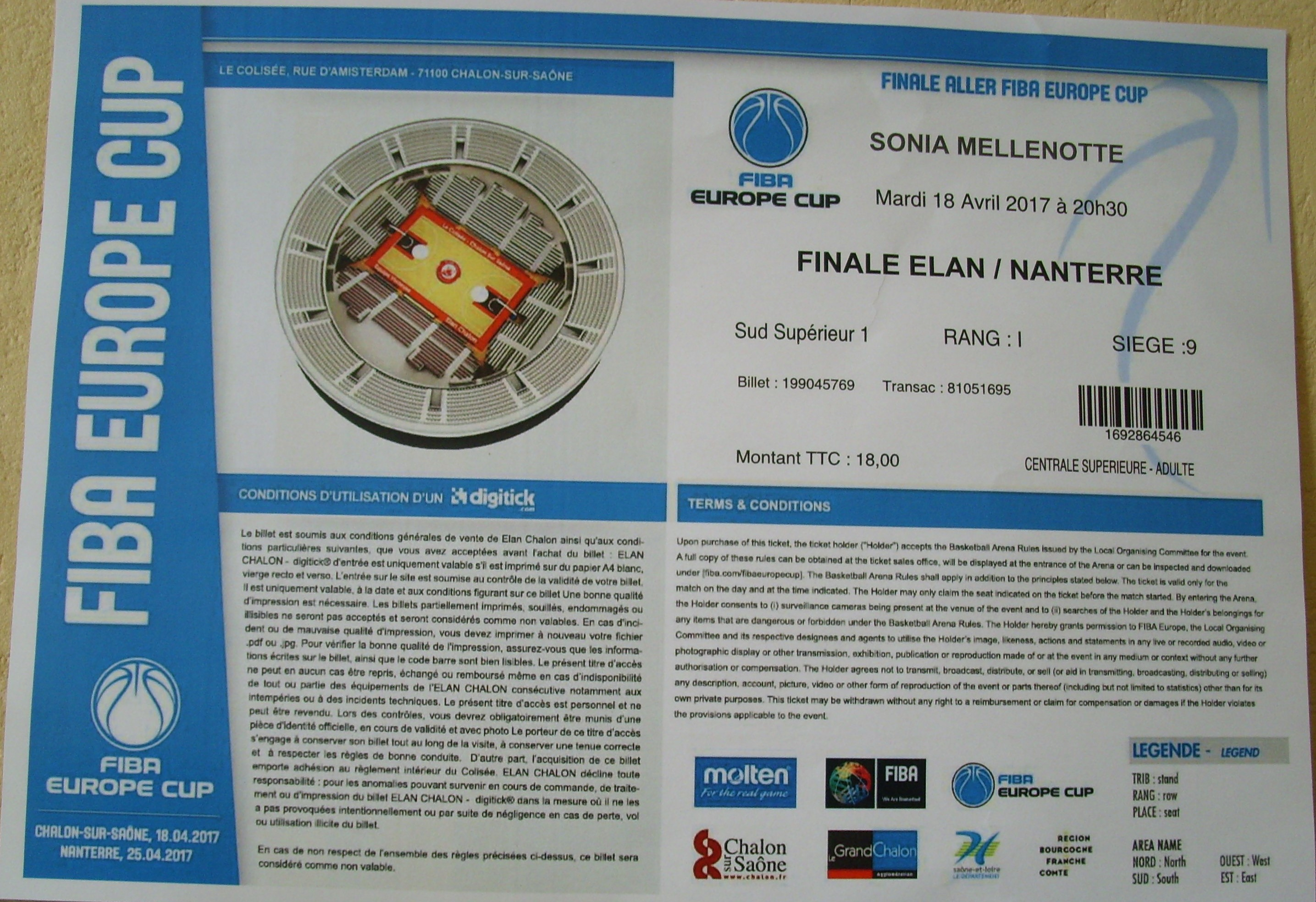
Feuille de billet de match de finale aller
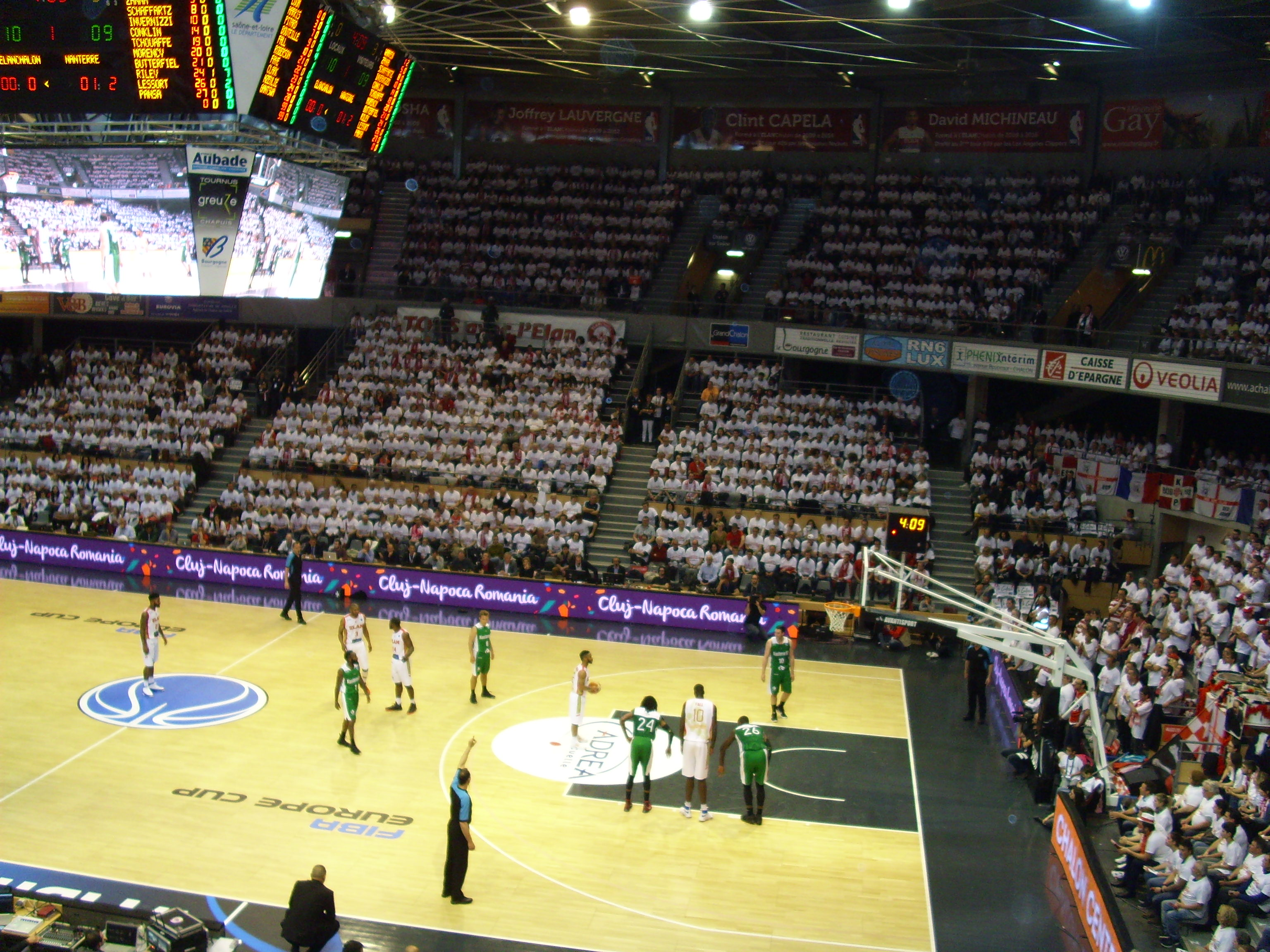
Match aller
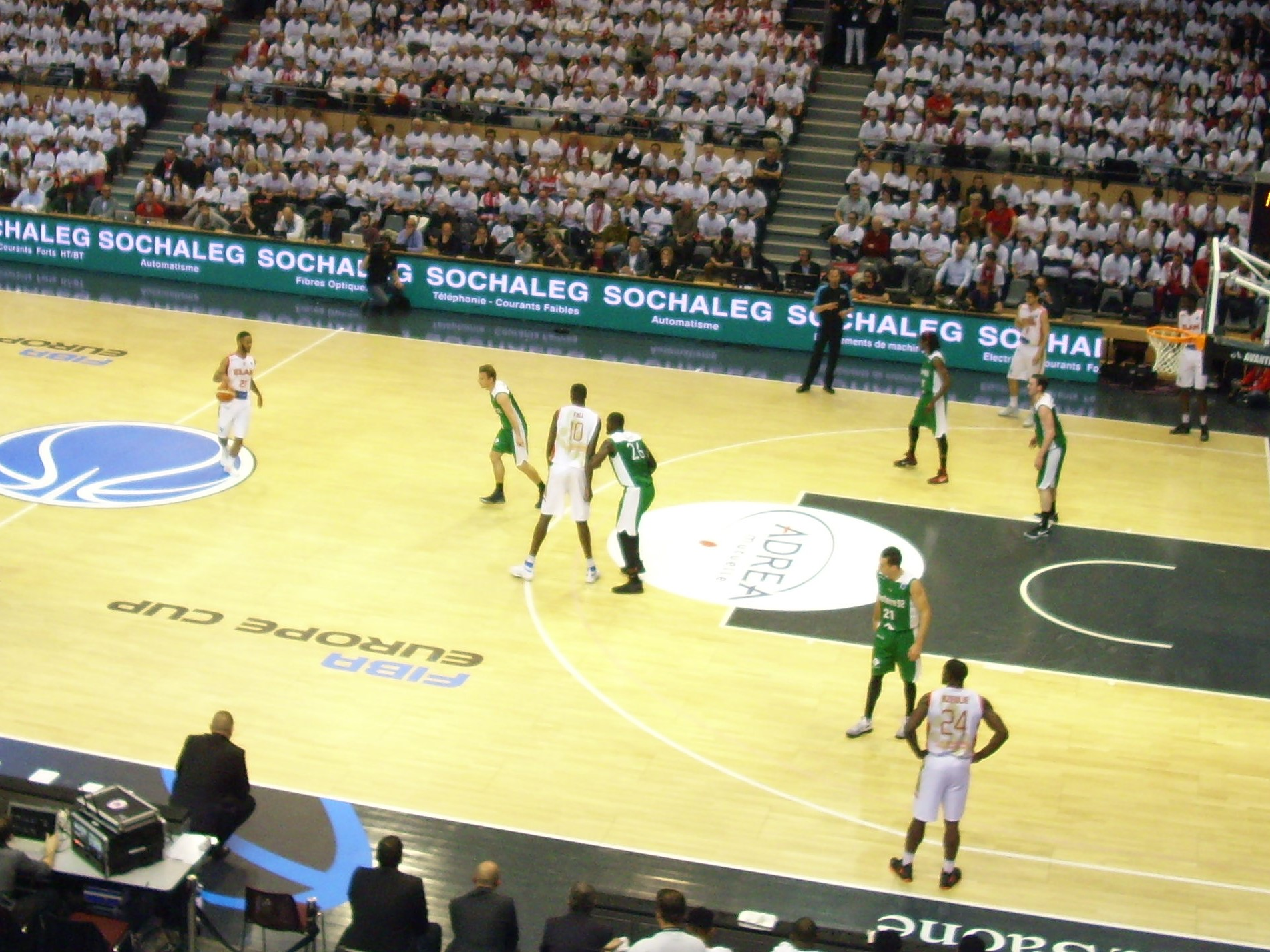
Match aller
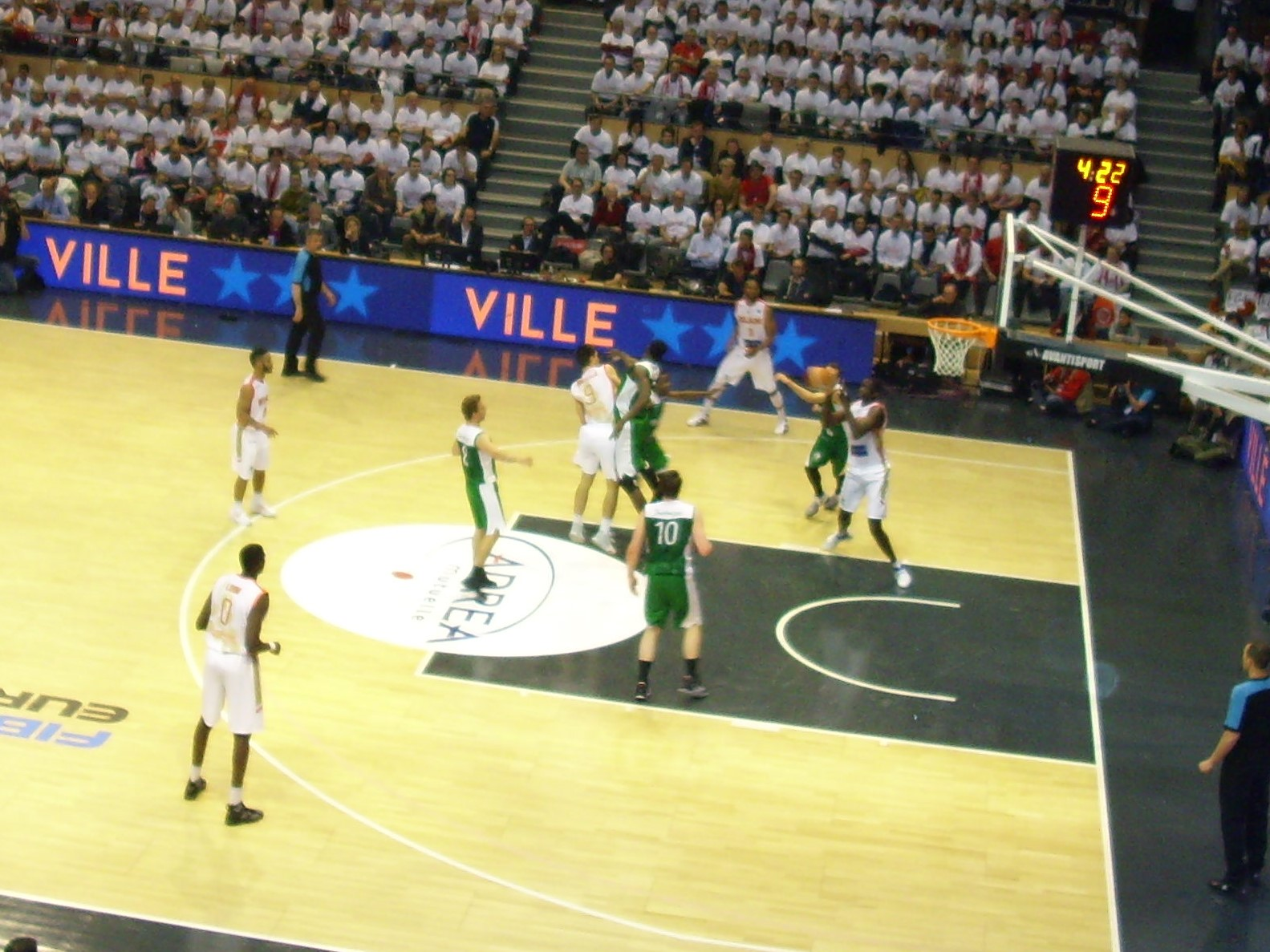
Match aller
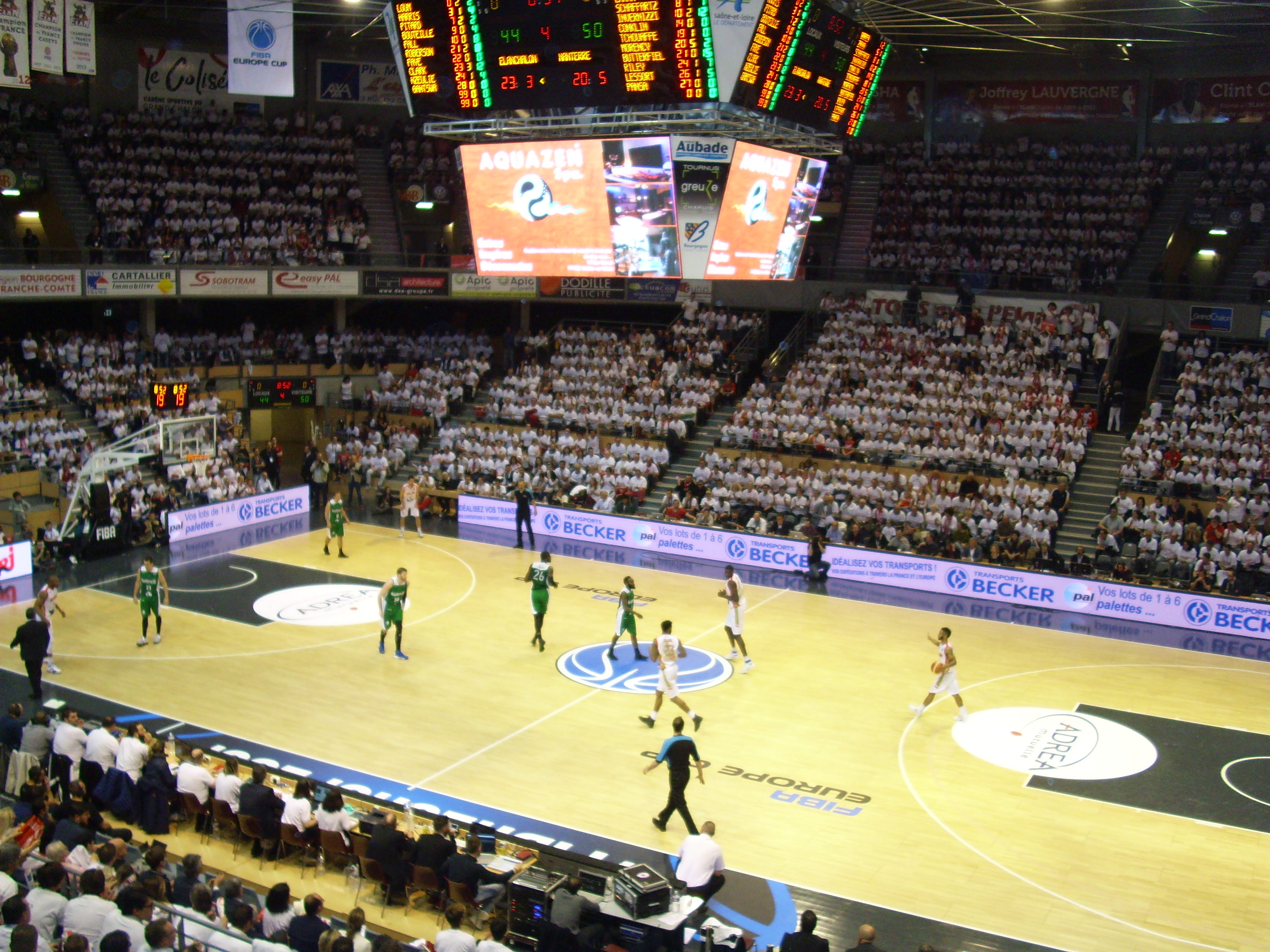
Match aller

### Match retour
| 25 avril 2017 20h30 |                                                          | Nanterre 92              | 82–79                                               | Chalon-sur-Saône |  | Palais des sports Maurice-Thorez, Nanterre | SFR Sport |
| 25 avril 2017 20h30 | Score par quart-temps : 31-26, 25-19, 13-23, 13-11       |                          |                                                     |                  |  | Palais des sports Maurice-Thorez, Nanterre | SFR Sport |
| 25 avril 2017 20h30 | Score par mi-temps : 56-45, 26-34                        |                          |                                                     |                  |  | Palais des sports Maurice-Thorez, Nanterre | SFR Sport |
| 25 avril 2017 20h30 | Chris Warren, 24 Spencer Butterfield, 5 Chris Warren, 10 | Points Rebonds Passes d. | Cameron Clark, 24 Lance Harris, 5 Jérémy Nzeulie, 3 |                  |  | Palais des sports Maurice-Thorez, Nanterre | SFR Sport |

## Récompenses individuelles

### Récompenses hebdomadaires
| Journée | PG                                          | SG                                                | SF                                            | PF                                            | C                                                |
| ------- | ------------------------------------------- | ------------------------------------------------- | --------------------------------------------- | --------------------------------------------- | ------------------------------------------------ |
| 1       | Derek Jackson (1/1) Redwell Gunners (1/1)   | Marcus Denmon (1/3) Royal Halı Gaziantep (1/6)    | Mike Smith (1/2) Port of Antwerp Giants (1/3) | Jure Balažič (1/1) Royal Halı Gaziantep (2/6) | Frank Elegar (1/5) BK Ienisseï Krasnoïarsk (1/5) |
| 2       | Yordan Bozov (1/1) BC Rilski Sportist (1/2) | Justin Cobbs (1/1) BCM Gravelines Dunkerque (1/1) | Karam Mashour (1/1) Bnei Herzliya (1/1)       | Akeem Wright (1/1) APOEL Nicosie (1/3)        | Frank Elegar (2/5) BK Ienisseï Krasnoïarsk (2/5) |
| 3       | Dominez Burnett (1/1) BK Pardubice (1/2)    | Justin Edwards (1/2) Alba Fehérvár (1/3)          | Jabarie Hinds (1/1) Sigal Prishtina (1/1)     | Seth Tuttle (1/1) Limbourg United (1/2)       | Frank Elegar (3/5) BK Ienisseï Krasnoïarsk (3/5) |
| 4       | Lamb Autrey (1/1) BK Pardubice (2/2)        | Justin Edwards (2/2) Alba Fehérvár (2/3)          | Murphy Burnatowski (1/1) APOEL Nicosie (2/3)  | Nemanja Milošević (1/1) BC Tsmoki-Minsk (1/1) | Terry Allen (1/1) BC Körmend (1/5)               |
| 5       | Goran Martinic (1/2) BC Mureș (1/3)         | Carlos Morais (1/1) SL Benfica Lisbonne (1/1)     | Andrew Barham (1/1) BC Mureș (2/3)            | Evan Bruinsma (1/1) BC Rilski Sportist (2/2)  | Chase Fieler (1/1) Donar Groningen (1/3)         |
| 6       | Perry Petty (1/2) BC Körmend (2/5)          | Lance Jeter (1/1) Donar Groningen (2/3)           | Ben Simmons (1/1) Limbourg United (2/2)       | Martynas Echodas (1/1) KK Šiauliai (1/1)      | Moustapha Fall (1/1) ES Chalon-sur-Saône (1/9)   |

| Journée | PG                                             | SG                                                    | SF                                                  | PF                                                    | C                                                        |
| ------- | ---------------------------------------------- | ----------------------------------------------------- | --------------------------------------------------- | ----------------------------------------------------- | -------------------------------------------------------- |
| 1       | Andre Jones (1/1) BK Prievidza (1/1)           | Élie Okobo (1/1) EB Pau-Lacq-Orthez (1/3)             | Axel Bouteille (1/1) ES Chalon-sur-Saône (2/9)      | Cameron Clark (1/4) ES Chalon-sur-Saône (3/9)         | Vitalis Chikoko (1/1) EB Pau-Lacq-Orthez (2/3)           |
| 2       | Aleksandar Rašić (1/2) U-BT Cluj-Napoca (1/3)  | Osiris Eldridge (1/1) Demir İnşaat Büyükçekmece (1/4) | Ken Horton (1/2) Telekom Baskets Bonn (1/4)         | Drago Pašalić (1/1) Donar Groningen (3/3)             | Davon Jefferson (1/2) Royal Halı Gaziantep (3/6)         |
| 3       | Jason Clark (1/1) Port of Antwerp Giants (2/3) | Aleksandar Rašić (2/2) U-BT Cluj-Napoca (2/3)         | Mike Smith (2/2) Port of Antwerp Giants (3/3)       | Maksym Korniyenko (1/1) Lukoil Academic (1/4)         | Davon Jefferson (2/2) Royal Halı Gaziantep (4/6)         |
| 4       | Perry Petty (2/2) BC Körmend (3/5)             | Lenzelle Smith (1/2) BC Körmend (4/5)                 | Maksym Pustozvonov (1/1) U-BT Cluj-Napoca (3/3)     | Cameron Clark (2/4) ES Chalon-sur-Saône (4/9)         | Stephen Zack (1/1) Lukoil Academic (2/4)                 |
| 5       | Danny Gibson (1/2) Lukoil Academic (3/4)       | Lenzelle Smith (2/2) BC Körmend (5/5)                 | Kenneth Hayes (1/1) Demir İnşaat Büyükçekmece (2/4) | Angelo Caloiaro (1/1) Demir İnşaat Büyükçekmece (3/4) | Péter Lóránt (1/1) Alba Fehérvár (3/3)                   |
| 6       | Danny Gibson (2/2) Lukoil Academic (4/4)       | Goran Martinic (2/2) BC Mureș (3/3)                   | Marcus Denmon (2/3) Royal Halı Gaziantep (5/6)      | Brandon Mobley (1/1) APOEL Nicosie (3/3)              | Andrija Stipanović (1/1) Demir İnşaat Büyükçekmece (4/4) |

| Journée                    | PG                                                     | SG                                             | SF                                            | PF                                             | C                                                |
| -------------------------- | ------------------------------------------------------ | ---------------------------------------------- | --------------------------------------------- | ---------------------------------------------- | ------------------------------------------------ |
| Huitième de finale Match 1 | Derwin Kitchen (1/1) Ironi Nahariya (1/1)              | John Roberson (1/3) ES Chalon-sur-Saône (5/9)  | Muhamed Pašalić (1/1) CSM CSU Oradea (1/1)    | Cameron Clark (3/4) ES Chalon-sur-Saône (6/9)  | Alain Koffi (1/1) EB Pau-Lacq-Orthez (3/3)       |
| Huitième de finale Match 2 | Šarūnas Vasiliauskas (1/1) Muratbey Uşak Sportif (1/2) | Marcus Denmon (3/3) Royal Halı Gaziantep (6/6) | Armani Moore (1/1) Stelmet Zielona Góra (1/1) | Zach Auguste (1/1) Muratbey Uşak Sportif (2/2) | Frank Elegar (4/5) BK Ienisseï Krasnoïarsk (4/5) |
| Quarts de finale           | Scott Reynolds (1/1) Cibona Zagreb (1/1)               | John Roberson (2/3) ES Chalon-sur-Saône (7/9)  | Spencer Butterfield (1/1) Nanterre 92 (1/2)   | Julian Gamble (1/2) Telekom Baskets Bonn (2/4) | Frank Elegar (5/5) BK Ienisseï Krasnoïarsk (5/5) |
| Demi-finales               | John Roberson (3/3) ES Chalon-sur-Saône (8/9)          | Chris Warren (1/1) Nanterre 92 (2/2)           | Ken Horton (2/2) Telekom Baskets Bonn (3/4)   | Cameron Clark (4/4) ES Chalon-sur-Saône (9/9)  | Julian Gamble (2/2) Telekom Baskets Bonn (4/4)   |